# Lisa Klein
Lisa Klein (født 15. juli 1996 i Saarbrücken) er en tysk bane- og landevejscykelrytter.
Under sommer-OL 2020 i Tokyo, som blev afholdt i 2021, vandt hun guld i holdforfølgelsen.